# Huemul
Hippocamelus bisulcus
Espèce
Répartition géographique
Statut de conservation UICN

 EN B2ab(i,ii,iii,iv,v); C2a(i) : En danger
Statut CITES
Le huemul (du mapudungun wümul), güemal ou cerf du sud andin (Hippocamelus bisulcus), est un mammifère appartenant à la famille des Cervidae, classé « en danger d'extinction » par l'UICN. On le trouve au sein de la cordillère des Andes, au Chili et en Argentine.

## Description
Le huemul a un corps robuste et des pattes courtes. Il vit dans des zones d'altitude moyenne pendant l'été, au pied des montagnes en automne et passe l'hiver réfugié dans les bois des vallées.
Il peut atteindre une taille maximale de 165 cm de long, les femelles étant un peu plus petites que les mâles. Son pelage est épais, dense et de couleur café. Ses oreilles et sa queue mesurent de 10 à 20 cm de long. Les femelles pèsent environ 65 kg, et certains mâles peuvent atteindre 85 kg. Les mâles ont une paire de bois fourchus qui peut atteindre jusqu'à 30 cm de longueur

## Mode de vie
C'est un herbivore qui s'alimente principalement de plantes herbacées et d'arbustes mais aussi de joncs, et de lichens, qu'il trouve parmi les rochers dans les hautes montagnes. Son poids varie de 40 à 100 kg.
Les huemuls vivent en petits groupes de deux ou trois animaux, généralement constitués d'une femelle et sa progéniture. On rencontre également des individus vivant en solitaires.

## Protection
Ces cervidés sont protégés actuellement dans trois parcs nationaux chiliens et dans les régions voisines en Argentine, particulièrement dans le parc national Nahuel Huapi. Ils ont été classés comme espèce en danger d'extinction depuis 1976 (voir CITES et UICN). Le danger d'extinction est essentiellement dû à l'activité humaine : la déforestation, la fragmentation de l'habitat par la construction de chemins et de routes, l'introduction d'espèces animales non autochtones comme les animaux de ferme (bovins, chèvres et moutons) et par le braconnage.

## Blason du Chili

Blason du Chili

Le güemal est l'animal national du Chili, et fait partie, avec le condor des Andes, de son écusson national depuis 1929.